# Charles Creighton Carlin

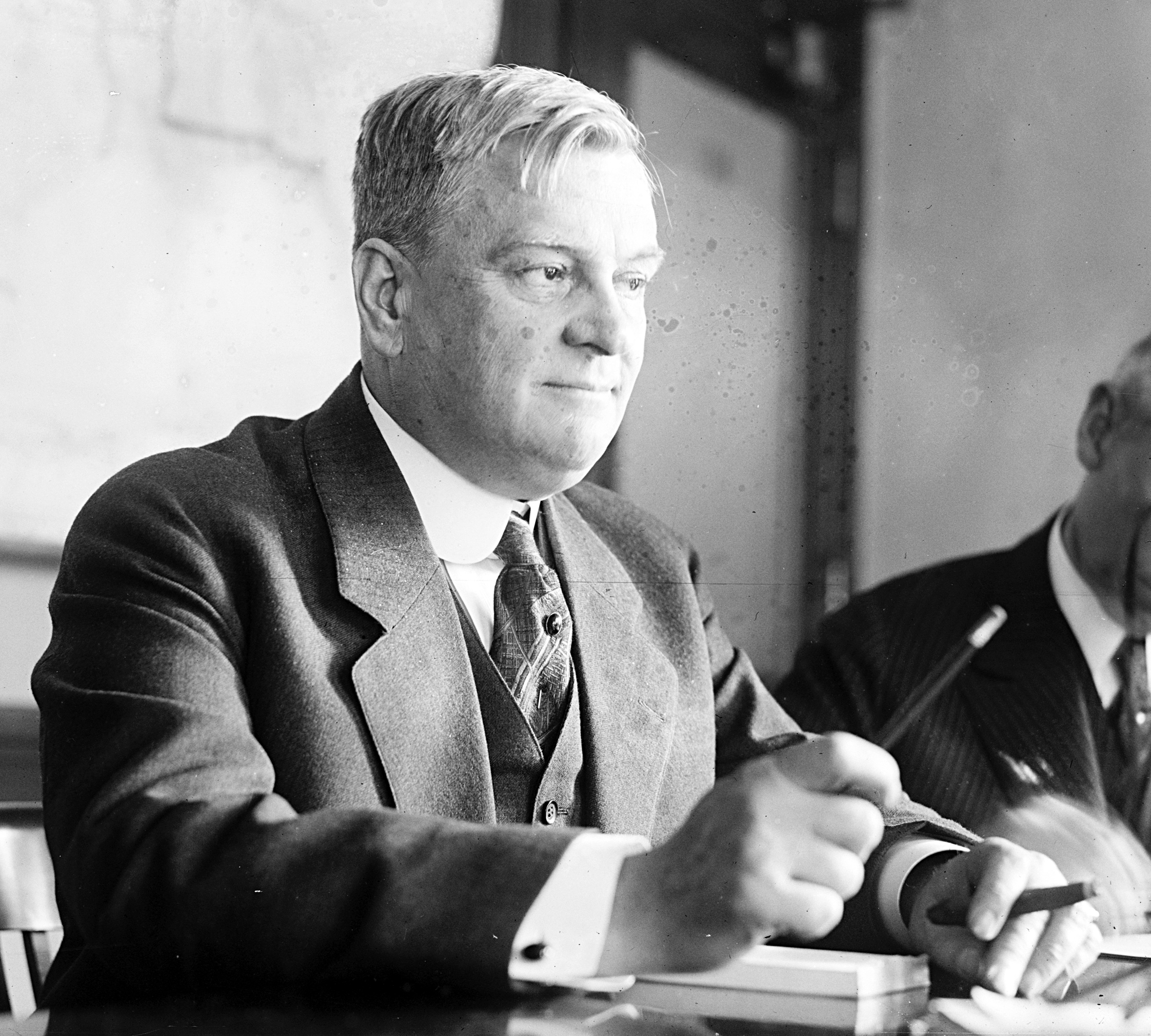
Charles Creighton Carlin (1920)

Charles Creighton Carlin (* 8. April 1866 in Alexandria, Virginia; † 14. Oktober 1938 in Washington, D.C.) war ein US-amerikanischer Politiker. Zwischen 1907 und 1919 vertrat er den Bundesstaat Virginia im US-Repräsentantenhaus.

## Werdegang
Charles Carlin besuchte die öffentlichen Schulen seiner Heimat sowie die Alexandria Academy. Nach einem anschließenden Jurastudium an der National University in Washington und seiner 1891 erfolgten Zulassung als Rechtsanwalt begann er in Alexandria in diesem Beruf zu arbeiten. Von 1893 bis 1897 war er auch Posthalter in seiner Geburtsstadt. Gleichzeitig schlug er als Mitglied der Demokratischen Partei eine politische Laufbahn ein. In einem Zeitraum von 40 Jahren war er Delegierter zu allen Democratic National Conventions.
Nach dem Tod des Abgeordneten John Franklin Rixey wurde Carlin bei der fälligen Nachwahl für den achten Sitz von Virginia als dessen Nachfolger in das US-Repräsentantenhaus in Washington gewählt, wo er am 5. November 1907 sein neues Mandat antrat. Nach sechs Wiederwahlen konnte er bis zu seinem Rücktritt am 3. März 1919 im Kongress verbleiben. Er war auch im November 1918 in eine weitere Amtszeit gewählt worden, die am 4. März 1919 begann. Carlin trat aber mit Ablauf der vorhergehenden Legislaturperiode am 3. März 1919 zurück und verzichtete auf die weitere Ausübung seines Mandats. In seine Zeit als Kongressabgeordneter fielen unter anderem der Erste Weltkrieg sowie die Ratifizierung des 16. und des 17. Verfassungszusatzes.
Nach dem Ende seiner Zeit im US-Repräsentantenhaus praktizierte Charles Carlin als Anwalt in Alexandria und Washington. In Alexandria stieg er auch in das Zeitungsgeschäft ein. Seit 1936 lebte er in der Bundeshauptstadt Washington, wo er am 14. Oktober 1938 starb.